# Wendell (Fußballspieler)
Wendell, mit vollem Namen Wendell Nascimento Borges, (* 20. Juli 1993 in Fortaleza) ist ein brasilianischer Fußballspieler. Der linke Verteidiger steht beim portugiesischen Erstligisten FC Porto unter Vertrag.

## Karriere

### Vereine
Wendell begann seine Karriere beim Iraty SC in Brasilien. Nach seinem Wechsel zum Londrina EC wurde er an die Vereine Paraná Clube und Grêmio FBPA verliehen. Für die genannten Vereine kam er in der Série A, Série B sowie bei der Copa Libertadores zum Einsatz. 2014 wurde der deutsche Bundesligist Bayer 04 Leverkusen auf den Linksverteidiger aufmerksam und stattete ihn mit einem Fünfjahresvertrag aus. Am 21. September 2014 kam der Brasilianer bei der 4:1-Niederlage beim VfL Wolfsburg zu seinem Bundesliga-Debüt. Sein erstes Tor erzielte er am 13. März 2015 beim 4:0-Sieg im Heimspiel gegen den VfB Stuttgart, als ihm in der 32. Spielminute das 1:0 gelang. Gleich in seiner ersten Saison wurde Wendell zum Stammspieler auf der linken defensiven Außenbahn und absolvierte 34 Saisonspiele in der Liga sowie im DFB-Pokal und der Champions League. In den folgenden Jahren konnte er sich weiter in der Leverkusener Defensive behaupten, verpasste lediglich aufgrund von Sperren oder Verletzungen einige Partien. Am 12. Spieltag der Bundesligaspielzeit 2019/20 absolvierte der Brasilianer beim 1:1 gegen den SC Freiburg sein 200. Pflichtspiel für Bayer. Sein Vertrag in Leverkusen lief zuletzt bis Mitte 2022. Für die Leverkusener kam er in 7 Jahren auf 250 Pflichtspieleinsätze.
Mitte August 2021 wechselte Wendell nach Portugal zum FC Porto, was seine zweite Profistation im Ausland darstellt. Er erhielt einen Vertrag über 4 Spielzeiten bis Mitte 2025. Im Februar 2025 wurde bekannt, dass der Spieler in seine Heimat zurückgehen würde, wo er beim FC São Paulo einen Kontrakt erhielt. Der Kontrakt erhielt eine Laufzeit bis Jahresende 2027.

### Nationalmannschaft
Wendell absolvierte vier Spiele für die brasilianische U20-Nationalmannschaft und gewann mit dieser 2014 das Turnier von Toulon. Für die U23-Auswahl kam er achtmal zum Einsatz. Am 27. September 2016 wurde Wendell von Nationaltrainer Tite erstmals in den Kader der A-Nationalmannschaft für die Qualifikationsspiele zur WM 2018 nominiert, kam jedoch nicht zum Einsatz.
Anfang März 2024 wurde Wendell durch Nationaltrainer Dorival Júnior für Freundschaftsspiele des A-Kaders am 23. und 26. des Monats gegen England und Spanien berufen. Beim 1:0-Erfolg über England am 23. März stand er dann in der Startelf.

## Erfolge
Nationalmannschaft
- Turnier von Toulon: 2014

Porto
- Primeira Liga: 2021/22
- Taça de Portugal: 2021/22, 2022/23, 2023/24
- Taça da Liga: 2022/23

## Privates
Wendell ist dreifacher Vater.